# Rybářská síť
Rybářská síť je nástrojem k hromadnému lovu ryb. Je známa již od starověku.

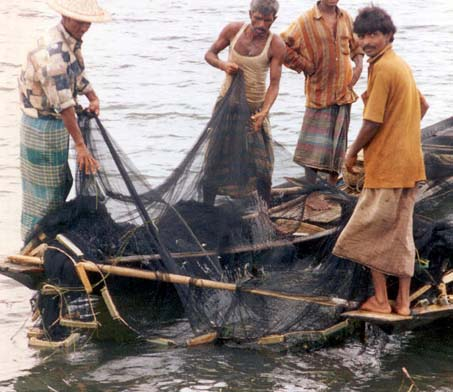
Rybáři se sítí

Původní sítě byly zhotovovány z přírodních vláken - konopí a lnu, dnes se obvykle užívá polyamidové vlákno.
Rybářská síť kromě své hlavní funkce - zachytit lovené ryby - plní i selekční funkci. Při správně zvolené velikosti ok sítě jsou zachyceny pouze dospělé ryby, ale nikoliv ryby malé a mladé.

## Druhy sítí
- Vatka
- Nevod
- Čeřen
- Zátahová síť
- Vězenec
- Keser
- Vrhací síť
- Tral – vlečná síť

## Živočichové
Keporkak k lovu používá bublinovou síť.